# Jean Lacroix
Jean Lacroux (Lyon, Francia, 23 de diciembre de 1900-27 de junio de 1986) fue un filósofo francés.

## Obra
Jean Lacroux es autor de veinte obras breves y densas, de numerosos artículos y conferencias. Por una parte, fue un pensador plenamente adherido a la iglesia católica, pero por otra parte, tuvo fuertes inclinaciones al pensamiento crítico y a la adhesión a posiciones de izquierda.
En 1932 fundó la revista Esprit, con su amigo Mounier. Entre 1945 y 1980 fue colaborador habitual del diario Le Monde. Enseñó filosofía en el instituto de Lyon.
Un aspecto central de su pensamiento es la idea de la persona como donación, como entrega a otros. Esto significa un intento de pensar la persona que supera el individualismo, y se abre hacia los demás. Desde esta perspectiva, Lacroux se acercó al humanismo contenido en los escritos juveniles de Marx.